# Позерн Борис Павлович
Борис Павлович Позерн (7 липня 1882, місто Нижній Новгород, тепер Російська Федерація — розстріляний 25 лютого 1939, місто Москва, тепер Російська Федерація) — радянський партійний діяч, ректор Комуністичного університету в Ленінграді, секретар Ленінградського обласного комітету ВКП(б), прокурор Ленінградської області. Член ВЦВК. Член Центральної контрольної комісії ВКП(б) у 1923—1930 роках. Кандидат у члени Президії Центральної Контрольної Комісії ВКП(б) у 1923—1924 роках. Кандидат у члени ЦК ВКП(б) у 1930—1938 роках.

## Життєпис
Народився в родині лікаря, зросійщеного німця. У 1900 році закінчив Нижньогородську гімназію.
З 1900 по 1902 рік — студент медичного факультету Московського університету. Виключений із другого курсу за революційну діяльність.
Член РСДРП(б) з грудня 1902 року. Партійні псевдоніми: Западний, Степан Злобін.
З грудня 1902 по грудень 1905 року за революційну діяльність перебував у в'язниці міста Москви та на засланні в Нижньому Новгороді та Самарі.
У грудні 1905 — лютому 1907 року вів підпільну революційну діяльність у Москві.
З лютого 1907 по травень 1909 року за революційну діяльність перебував у в'язниці міста Москви та на засланні в місті Вологді та в селі Потьма Карсунського повіту Симбірської губернії.
У червні 1909 — лютому 1911 року — коректор нижньогородської газети «Биржевые ведомости» та на випадкових заробітках у Нижньому Новгороді.
У лютому 1911 — квітні 1914 року — контролер пароплавства братів Каменськиї у Нижньому Новгороді.
У 1914 році закінчив Демидовський юридичний ліцей в місті Ярославлі.
У травні 1914 — квітні 1915 року — помічник присяжного повіреного окружного суду в Нижньому Новгороді.
У травні 1915 — березні 1917 року — помічник завідувача відділу складів Земсоюзу в місті Мінську.
З березня по липень 1917 року — перший голова Мінської ради робітничих депутатів. Обирався делегатом I-го Всеросійського з'їзду Рад, членом ВЦВК.
З липня по жовтень 1917 року — член Петроградського комітету РСДРП(б), делегат IV з'їзду РСДРП. Напередодні жовтневого перевороту 1917 року був направлений ЦК РСДРП(б) у Псков, де знаходився штаб Північного фронту.
З листопада 1917 по лютий 1918 року — військовий комісар та голова управління штабу Північного фронту, член Псковського революційного комітету.
У березні — травні 1918 року — член Комісаріату з військових справ Петроградської трудової комуни.
З травня по серпень 1918 року — військовий комісар Петроградської комуни, член Революційної військової ради (РВР) Балтійського флоту.
З 6 вересня 1918 по 20 травня 1919 року — військовий комісар штабу Петроградського військового округу.
Одночасно, 9 грудня 1918 — 5 травня 1919 року — член Революційної військової ради (РВР) 7-ї армії.
14 травня — 1 серпня 1919 року — член Революційної військової ради (РВР) Західного фронту.
4 серпня 1919 — 15 січня 1920 року — член Революційної військової ради (РВР) Східного фронту.
3 лютого — 5 грудня 1920 року — член Революційної військової ради (РВР) 5-ї армії Східного фронту.
У січні 1921 — березні 1922 року — голова і член колегії Головного управління текстильних підприємств (Головтекстилю) Вищої ради народного господарства (ВРНГ) РРФСР.
У березні 1922 — травні 1923 року — секретар Північно-Західного бюро ЦК РКП(б) у Петрограді, заступник голови виконавчого комітету Петроградської губернської ради.
У травні — серпні 1923 року — голова Північно-Західного промислового бюро ВРНГ СРСР у Петрограді.
У серпні 1923 — серпні 1924 року — голова Південно-Східної економічної ради в місті Ростові-на-Дону.
У серпні 1924 — лютому 1926 року — 2-й секретар Південно-Східного (Північно-Кавказького) крайового комітету РКП(б) у місті Ростові-на-Дону.
У лютому 1926 — грудні 1929 року — ректор Комуністичного університету імені Зінов'єва (з 1927 року — імені Свердлова) в Ленінграді. Одночасно в 1926—1929 роках — уповноважений Народного комісаріату освіти РРФСР в Ленінграді.
У грудні 1929 — червні 1930 року — завідувач відділу пропаганди і агітації та секретар Ленінградського обласного комітету ВКП(б).
У червні 1930 — січні 1932 року — 3-й секретар Ленінградського обласного комітету ВКП(б).
13 грудня 1931 — 9 лютого 1933 року — 3-й секретар Ленінградського міського комітету ВКП(б).
9 лютого 1933 — 17 січня 1934 року — секретар Ленінградського обласного комітету ВКП(б).
У лютому 1934 — серпні 1935 року — завідувач відділу культури і пропаганди ленінізму Ленінградського обласного комітету ВКП(б).
У серпні 1935 — березні 1937 року — завідувач відділу пропаганди і агітації Ленінградського обласного комітету ВКП(б).
31 березня 1937 — червень 1938 року — прокурор Ленінградської області. З липня 1937 року входив до складу Ленінградської обласної «особливої трійки», створеної за наказом НКВС СРСР від 30 липня 1937 року № 00447, в складі якої підписував розстрільні списки «ворогів народу» в Ленінграді, тим самим беручи участь у репресіях.
9 липня 1938 року заарештований органами НКВС. Засуджений Військовою колегією Верховного суду СРСР 25 лютого 1939 року до страти, розстріляний того ж дня. Похований на Донському цвинтарі Москви.
9 липня 1957 року посмертно реабілітований.

## Основні праці
- Комуністична партія і селянство. Ленінград, 1925
- Опозиція на XV партконференції. Ленінград, 1927
- Як опозиція «обороняє» СРСР. Ленінград, 1928
- У відповідь шкідникам та інтервентам посилимо оборону СРСР. Ленінград, 1931